# درواز (منطقة)
درواز ‎/dærwɒ:z/‏ (بالطاجيكية: Дарвоз)‏ (بالفارسية: درواز) كانت مملكة مستقلة حتى القرن التاسع عشر، وكانت عاصمتها "قلعة خمب"،  وكانت المملكة تسيطر على ضفتي نهر جيحون في 1878 غزت المملكة المجاورة بخارى ل«درواز» وتحولت إلى إمارة بخارية، في 1895 نُقلت الضفة اليسرى لدارفاز إلى أفغانستان كجزء من اتفاقية حول الحدود.
حالياً النصف الشمالي من درواز هي ناحية درواز في مقاطعة بدخشان الجبلية ذاتية الحكم في طاجيكستان ومركزها قلعه خمب. أما النصف الجنوبي فهو مديرية درواز في ولاية بدخشان الأفغانية.
وترتبط المنطقتين ببعضها عن طريق جسر الصداقة الطاجيكية الأفغانية الذي أفتتح في يوليو 2004، كوصلة برية دائمة لحركة التجارة وحركة المسافرين، 